# 만프레드 프랑크
만프레드 프랑크(Manfred Frank, 1945년 3월 22일 ~ )는 독일의 철학자이다. 튀빙겐 대학교 명예교수로, 독일 관념론과 낭만주의, 주관성과 자의식에 대해 연구하였다. 주요 저서로 초기 낭만주의에 대해 연구한 《무한한 접근》(Unendliche Annäherung, 1995)이 있으며 분석철학과 프랑스 철학에 대해서도 저술하였다.

## 저서
- Das Sagbare und das Unsagbare. Studien zur neuesten französischen Hermeneutik und Texttheorie (1980)
  - 만프레드 프랑크 (1996). 《말할 수 있는 것과 말할 수 없는 것》. 번역 장혜경; 한철. 문예마당.
- Was ist Neostrukturalismus? (1983)
  - 만프레드 프랑크 (1998년 8월 20일). 《신구조주의란 무엇인가 1》. 번역 김윤상. 인간사랑. ISBN 9788974185305.
  - 만프레드 프랑크 (1999년 4월 10일). 《신구조주의란 무엇인가 2》. 번역 김윤상. 인간사랑. ISBN 9788974185329.
- Eine Einführung in Schellings Philosophie (1985)
  - 만프레드 프랑크 (2023년 10월 6일). 《셸링 철학의 이해》. 번역 손세훈. 책차림. ISBN 9791185852119.
- "Conditio moderna": Essays, Reden, Programm (1993)
  - 만프레드 프랑크 (2002년 4월 8일). 《현대의 조건》. 번역 최신한. 책세상. ISBN 9788970133201.
- "Unendliche Annäherung": Die Anfänge der philosophischen Frühromantik (1997)